# Désastre de la mine de Chasnala
Le désastre de la mine de Chasnala est une catastrophe survenue le 27 décembre 1975 dans une mine de charbon à Chasnala (en) près de Dhanbad dans l'État indien du Jharkhand. L'explosion dans la mine suivie d'inondations a tué 375 mineurs.

## Accident
La catastrophe a été causée par une explosion à 13 h 35 qui a affaibli le mur entre la fosse de la mine et une autre mine abandonnée au-dessus qui était pleine d'eau,. Selon une estimation à l'époque, environ 110 millions de gallons impériaux (500 000 m3) d'eau ont été inondés, à raison de 7 millions de gallons impériaux (32 000 m3) minute. D'autres rapports évaluent la quantité totale d'eau à 30 à 50 millions de gallons impériaux (140 000 à 230 000 m3),. Les mineurs ont été tués par des débris, la noyade et la force de l'inondation. Au moment où les corps ont pu être récupérés, ils n'étaient généralement identifiables que par le numéro sur leurs lampes de casque. Le premier corps a été retrouvé 26 jours après l'accident.
Avec un bilan de 375 morts, cet accident a été l'accident minier le plus meurtrier survenu en Inde.

## Enquête et conséquences
L'Indian Iron and Steel Company (IISCO), propriétaire de la mine, a déclaré qu'elle était conforme aux normes internationales. Les mineurs ont blâmé la négligence de la direction. On s'inquiétait également du fait que la barrière entre les deux mines était trop mince et que l'équipement de sécurité était inadéquat. En particulier, la mine n'avait pas de pompe haute pression. Au lieu de cela, des pompes ont dû être amenées de Russie et de Pologne pour essayer d'évacuer l'eau.
Ujjal Narayan Sinha (en), l'ancien juge en chef de la Haute Cour de Patna (en), a été nommé pour enquêter sur les circonstances de la catastrophe. Il présenta son rapport le 24 mars 1977. En conséquence, quatre responsables de l'IISCO furent poursuivis pour négligence. Au moment où l'affaire a été tranchée en 2012 (37 ans plus tard), deux d'entre eux étaient décédés. Les responsables survivants, le directeur Ramanuj Bhattacharya et l'agent, responsable de la planification et de la sécurité du groupe Dipak Sarkar, ont chacun été condamnés à un an d'emprisonnement et à une amende de 5 000 yens. Ils ont été libérés sous caution et ont eu un mois pour faire appel.
Un mémorial aux morts (Shaheed Smarak) a été construit à l'extérieur de l'entrée de la mine et déplacé dans un parc en 1997,.

## Dans la culture populaire
Le film Kaala Patthar dépeint la tragédie.